# Mediterranea pieperi
Mediterranea pieperi is een slakkensoort uit de familie van de Oxychilidae. De wetenschappelijke naam van de soort is voor het eerst geldig gepubliceerd in 1973 door Riedel.